# Associazione Sportiva Acquachiara
L'Associazione Sportiva Acquachiara és un club de natació i waterpolo italià de la ciutat de Nàpols, a la Campània.
Fundat el 1998, el 2011 va aconseguir pujar a la màxima categoria del waterpolo italià.

## Palmarès
- Copa LEN
  - Finalistes (1): 2014-15